# Ecublens FR
| FR ist das Kürzel für den Kanton Freiburg in der Schweiz. Es wird verwendet, um Verwechslungen mit anderen Einträgen des Namens Ecublens zu vermeiden. |

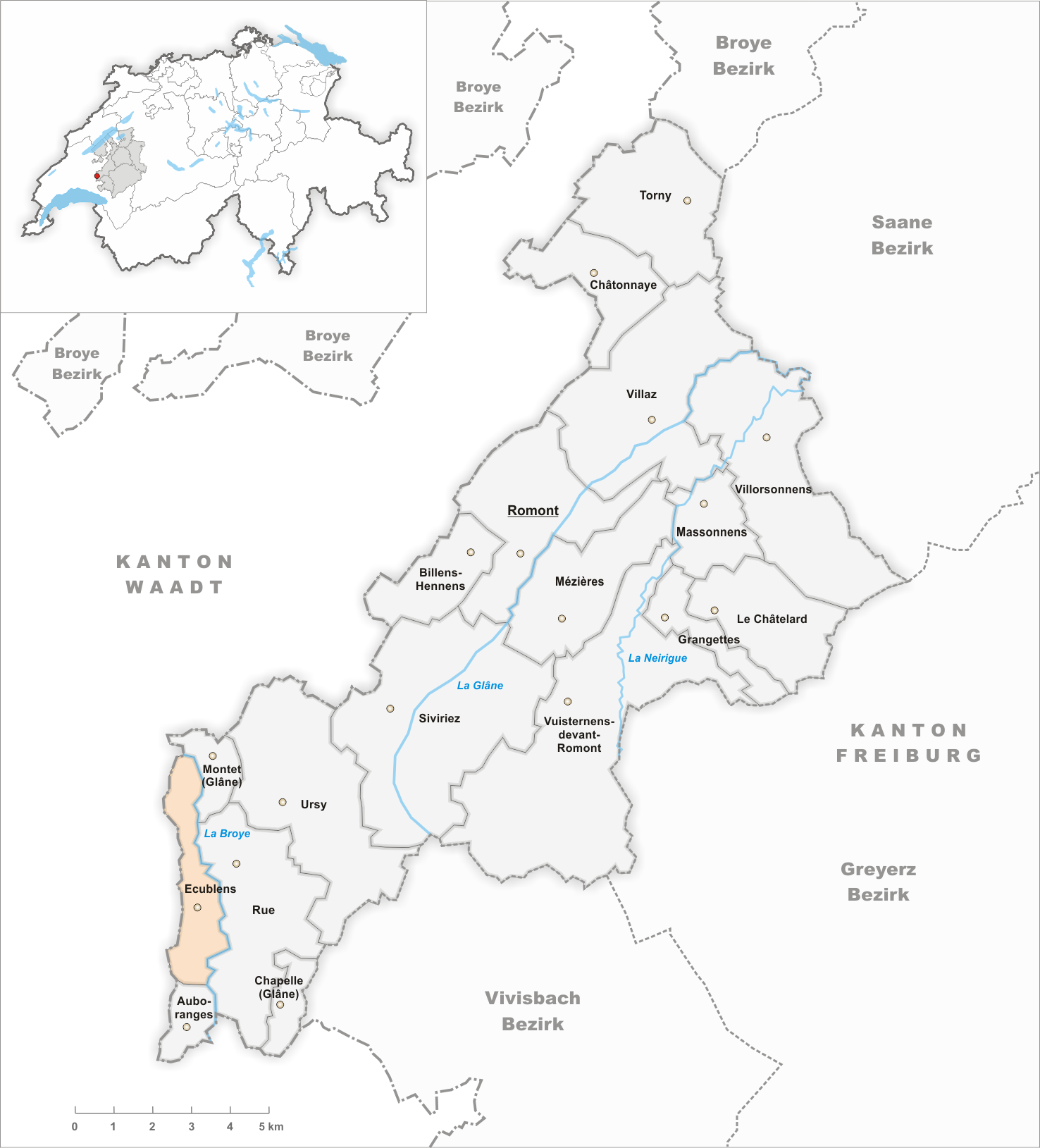
Gemeindestand vor der Fusion am 1. Januar 2025

Ecublens (Freiburger Patois Ekubyinⓘ) ist ein Ort in der Gemeinde Rue im Distrikt Glâne des Kantons Freiburg in der Schweiz. Der frühere deutsche Name Scubilingen wird heute nicht mehr verwendet. Am 1. Januar 2025 fusionierte die ehemalige Gemeinde mit Rue.

## Geographie
Ecublens liegt auf 596 m ü. M., 13 km südwestlich des Bezirkshauptortes Romont und 7 km südlich von Moudon (Luftlinie). Das Bauerndorf erstreckt sich am westlichen Talhang der Broye, am Fuss der Waldhöhe Le Signal, im Südwesten des Freiburger Mittellandes.
Die Fläche des 4,9 km² grossen ehemaligen Gemeindegebiets umfasst einen Abschnitt am Oberlauf der Broye. Das in Nord-Süd-Richtung langgestreckte Gebiet wird im Osten von der Broye begrenzt. Diese bildet im südlichen Teil eine breite von Wiesen bestandene Talniederung, während sie im nördlichen Abschnitt schluchtartig in die Molasseschichten des Mittellandes eingetieft ist und teilweise von Sandsteinfelsen begleitet wird. Nach Westen erstreckt sich der Gemeindeboden an den Hang der angrenzenden Höhe und erreicht dort mit 750 m ü. M. den höchsten Punkt von Ecublens. Nach Norden reicht das Gebiet über das Plateau von Villangeaux bis in den Wald Bois de Sépey; im Süden gehört auch der untere Teil des Tals des Parimbot zu Ecublens. Von der Gemeindefläche entfielen 1997 7 % auf Siedlungen, 24 % auf Wald und Gehölze, 67 % auf Landwirtschaft, und etwas mehr als 2 % war unproduktives Land.
Zu Ecublens gehören die Dörfer Eschiens (604 m ü. M.) südlich des Parimbot und Villangeaux (678 m ü. M.) auf einem Plateau über dem Broyetal sowie einige Hofsiedlungen und Einzelhöfe. Nachbargemeinden von Ecublens waren Montet (Glâne), Rue und Auboranges im Kanton Freiburg sowie Jorat-Mézières und Vulliens im Kanton Waadt.

## Bevölkerung
Mit 405 Einwohnern (Stand 31. Dezember 2023) gehörte Ecublens zu den kleinen Gemeinden des Kantons Freiburg. Von den Bewohnern sind 91,4 % französischsprachig, 3,4 % englischsprachig, und 2,6 % sprechen Deutsch (Stand 2000). Die Bevölkerungszahl von Ecublens (inkl. Eschiens und Villangeaux) belief sich 1900 auf 277 Einwohner. Im Verlauf des 20. Jahrhunderts nahm die Bevölkerungszahl bis 1941 (325 Einwohner) langsam zu, bevor durch starke Abwanderung bis 1980 ein Rückgang um fast 38 % auf 203 Personen erfolgte. Seither verdoppelte sich die Einwohnerzahl bis 2023 auf 405 Personen.
Einwohnerzahlen: Volkszählungsdaten     Zahlen ab 1970 inkl. Eschiens und Villangeaux (Eingemeindung 1969)

## Wirtschaft
Ecublens war bis in die zweite Hälfte des 20. Jahrhunderts ein vorwiegend durch die Landwirtschaft geprägtes Dorf. Noch heute haben die Milchwirtschaft, die Viehzucht und der Ackerbau einen wichtigen Stellenwert in der Erwerbsstruktur der Bevölkerung. Weitere Arbeitsplätze sind im lokalen Kleingewerbe und im Dienstleistungssektor vorhanden. In den letzten Jahrzehnten hat sich das Dorf auch zu einer Wohngemeinde entwickelt. Viele Erwerbstätige sind deshalb Wegpendler, die hauptsächlich in den Regionen Moudon und Oron-la-Ville arbeiten.

## Verkehr
Die ehemalige Gemeinde liegt abseits der grösseren Durchgangsstrassen an einer Verbindungsstrasse von Rue nach Mézières. Am 25. August 1876 wurde die Eisenbahnlinie von Moudon nach Palézieux-Gare mit einem Bahnhof in Ecublens in Betrieb genommen. Nur 1 km vom Ortskern befindet sich die nächstgelegene Bushaltestelle (Rue, L’Abergement) auf der Strecke der Buslinie der Freiburger Verkehrsbetriebe, die von Romont via Ursy und Oron-la-Ville nach Palézieux-Gare verkehrt.

## Geschichte
Das ehemalige Gemeindegebiet von Ecublens war schon sehr früh besiedelt, was durch die Funde eines Grabes aus der La-Tène-Zeit und von Mauerfundamenten eines römischen Gebäudes bei Villangeaux bezeugt wird. Die erste urkundliche Erwähnung des Ortes erfolgte 1180 unter dem Namen Escublens. Später erschienen auch die Schreibweisen Escublans (1220) und Escubleins (1226). Der Ortsname geht auf den burgundischen Personennamen Scubila zurück und bedeutet mit dem Suffix -ens so viel wie bei den Leuten des Scubila.
Ecublens gehörte seit dem Mittelalter zur Herrschaft Rue, die unter der Oberhoheit des Hauses Savoyen stand. Als die Berner 1536 das Waadtland eroberten, kam das Dorf unter die Herrschaft von Freiburg und wurde der Vogtei Rue zugeteilt. Nach dem Zusammenbruch des Ancien Régime (1798) gehörte Ecublens während der Helvetik und der darauf folgenden Zeit zum Bezirk Rue und wurde 1848 in den Bezirk Glâne eingegliedert.
Schon seit 1883 wurden die drei Dörfer Ecublens, Eschiens und Villangeaux gemeinsam verwaltet, blieben aber weiterhin politisch selbständige Gemeinden. Am 1. März 1969 wurden Villangeaux und Eschiens nach Ecublens eingemeindet. Im Rahmen der vom Kanton Freiburg seit 2000 geförderten Gemeindefusionen sollte Ecublens zusammen mit Promasens und Gillarens mit Rue fusionieren, was aufgrund des zu geringen Rückhalts in der Dorfbevölkerung nicht weiterverfolgt wurde. Am 1. Januar 2025 fusionierte Ecublens zusammen mit Auboranges und Chapelle mit Rue.

## Sehenswürdigkeiten
In Ecublens befindet sich die 1939 erbaute Kapelle der Kreuzerhöhung. Das Dorf gehört zur Pfarrei Promasens.